# بيل سميث (ملحن)
بيل سميث (بالإنجليزية: Bill Smith)‏ هو عازف جاز ومنتج أسطوانات وملحن كندي، ولد في 12 مايو 1938 في برستل في المملكة المتحدة.